# Colonia della Giamaica
La Colonia della Giamaica (in inglese: Colony of Jamaica) fu un possedimento della corona britannica istituito nel 1655 e dissoltosi nel 1962, quando la Giamaica è divenuta un reame del Commonwealth.
La colonia fu istituita a seguito della Guerra anglo-spagnola del 1655, quando l'Inghilterra sottrasse l'area al controllo della Spagna; la sovranità inglese fu ufficialmente riconosciuta dagli Spagnoli nel 1670 mediante il Trattato di Madrid, che sancì la dissoluzione della Giamaica spagnola (nota anche come Colonia di Santiago).

## Modifiche territoriali
Alla Colonia della Giamaica furono aggregate:
- le Isole Cayman (1670-1959), poi divenute una colonia a sé stante;
- il Settlement of Belize in the Bay of Honduras, o Insediamento del Belize nel Golfo di Honduras (1749-1862), poi divenuto una colonia a sé stante con la denominazione di Honduras Britannico (l'odierno Belize);
- le Islas de la Bahía (1852-1860), cedute all'Honduras con il Trattato di Comayagua del 1859;
- Turks e Caicos (1873-1959), divenute una colonia a sé stante.

Nel 1958 la Colonia della Giamaica, incluse le Isole Cayman e le Turks e Caicos, entrò a far parte della Federazione delle Indie Occidentali, insieme alle Isole Sopravento Britanniche (ad eccezione delle Isole Vergini Britanniche), alle Isole Sottovento Britanniche, a Barbados e a Trinidad e Tobago. La Federazione si sciolse nel 1962: la Giamaica divenne un reame del Commonwealth; le Cayman e Turks e Caicos furono divennero colonie a sé stanti, nel 1981 furono trasformate in Territori Britannici Dipendenti ed infine, nel 2002, divennero Territori Britannici d'Oltremare.
| Controllo di autorità | VIAF (EN) 126584662 |